# Bocheński
Bocheński là một huyện thuộc tỉnh Małopolskie của Ba Lan. Huyện có diện tích 649 km². Đến ngày 1 tháng 1 năm 2011, dân số của huyện là 102592 người và mật độ 158 người/km².